# Бартунек, Ян
Ян Бартунек (чеш. Jan Bartůnĕk; 13 февраля 1965, Часлав) — чешский гребец-каноист, выступал за сборную Чехословакии в конце 1980-х — начале 1990-х годов. Бронзовый и серебряный призёр чемпионатов мира, участник летних Олимпийских игр в Барселоне, победитель многих регат республиканского и международного значения.

## Биография
Ян Бартунек родился 13 февраля 1965 года в городе Чаславе Среднечешского края. Активно заниматься греблей начал в раннем детстве, состоял в спортивной клубе «Шпорт Здраслав», позже проходил подготовку в пражском клубе «Дукла».
Первого серьёзного успеха на взрослом международном уровне добился в 1989 году, когда попал в основной состав чехословацкой национальной сборной и побывал на чемпионате мира в болгарском Пловдиве, откуда привёз награду бронзового достоинства, выигранную в зачёте одиночных каноэ на дистанции 10000 метров — на финише его обошли советский гребец Иван Клементьев и венгр Жолт Бохач. Год спустя выступил на мировом первенстве в польской Познани, где стал в той же дисциплине серебряным призёром, вновь проиграв Бохачу.
Благодаря череде удачных выступлений Бартунек удостоился права защищать честь страны на летних Олимпийских играх 1992 года в Барселоне — стартовал в одиночках на дистанции 1000 метров и в двойках вместе с напарником Вальдемаром Фибигром на дистанции 500 метров, в обоих случаях дошёл до финальной стадии, но в решающих заездах оба раза показал восьмой результат. Вскоре по окончании этой Олимпиады принял решение завершить карьеру профессионального спортсмена, уступив место в сборной молодым чешским гребцам.